# یواس‌اس کتکلا (ای‌ان-۶۰)
یواس‌اس کتکلا (ای‌ان-۶۰) (به انگلیسی: USS Catclaw (AN-60)) یک کشتی است که طول آن ۱۹۴ فوت ۶ اینچ (۵۹٫۲۸ متر) می‌باشد. این کشتی در سال ۱۹۴۳ ساخته شد.